# Sistema Engler
Il sistema di Engler è un sistema di classificazione delle piante introdotto dal botanico tedesco Adolf Engler (1844-1930) nell'opera Die Natürlichen Pflanzenfamilien, che è alla base della moderna classificazione del regno vegetale.
La impostazione sistematica di Engler, basata sul concetto che le forme semplici fossero da interpretare come più primitive e le forme complesse come più evolute,  ha goduto a lungo di un vasto seguito in gran parte d'Europa.
La classificazione delle embriofite sifonogame fu in parte rinnovata dal Richard von Wettstein (1863-1961), che applicò i risultati delle ricerche embriologiche e sierodiagnostiche, riuscendo in gran parte a chiarire le relazioni filogenetiche fra i principali gruppi delle fanerogame; anche gli studi paleontologici riuscirono di grande aiuto per chiarire la filogenesi, soprattutto entro le pteridofite e le gimnosperme. Le innovazioni portate da Wettstein diedero un contributo fondamentale per fissare la sistematica delle fanerogame. Per il gruppo delle crittogame invece la sistematica proposta da Engler si rivelava ancora insufficiente, perché era fondata sulla morfologia esterna delle specie, e teneva poco conto dei loro caratteri più intrinseci.
Tuttavia, le indagini condotte in epoca più recente, utilizzando oltre agli elementi morfologici anche dati cromosomici e biochimici, hanno messo in luce linee filogenetiche molto diverse da quelle ipotizzate da Engler e Wettstein, portando a nuovi schemi di classificazione delle piante.
Tra questi, uno dei più accettati è stato a lungo quello di Arthur Cronquist (1919-1992), ancora largamente utilizzato, ma parzialmente superato dall'opera di classificazione delle angiosperme dell'Angiosperm Phylogeny Group (classificazione APG), giunto alla sua terza stesura.
Un contributo di grande importanza fu portato durante gli ultimi decenni dal progredire degli studi biochimici ed istochimici, che permisero di dividere il regno vegetale fra due grandi gruppi, il primo dei quali è composto da forme parassite, saprofite o autotrofe (ma in tal caso solo con clorofilla A) ed incapaci di sintetizzare amido, con pareti cellulari generalmente pectiche o chitinose; mentre il secondo è composto quasi esclusivamente di specie autotrofe, con clorofilla A e B, cellulosiche ed amido come sostanza di riserva.